# Liste der Monuments historiques in Oncy-sur-École
Die Liste der Monuments historiques in Oncy-sur-École führt die Monuments historiques in der französischen Gemeinde Oncy-sur-École auf.

## Liste der Bauwerke
| Bezeichnung            | Beschreibung | Standort | Kennzeichnung | Schutzstatus | Datum | Bild |
| ---------------------- | ------------ | -------- | ------------- | ------------ | ----- | ---- |
| Schloss Milly-la-Forêt |              | (Lage)   | PA91000004    | Inscrit      | 1996  |      |

## Liste der Objekte
- Monuments historiques (Objekte) in Oncy-sur-École der Base Palissy des französischen Kultusministeriums